# Gunnar Galin
Gunnar Galin, född 4 april 1902, död 21 januari 1997, var en svensk bandyspelare, ishockeyspelare, idrottsledare och tidningsman.

## Biografi
Gunnar Galin debuterade 1918 som sextonåring i AIK-dressen. Galins glansdagar var inte i AIK utan under de år som han spelade för IK Göta, 1925-1931. Tillsammans med "stjärn-Birgrarna" Birger Holmqvist och Birger Weideby ledde han IK Göta till fyra SM-guld. Det blev tre vinster över Västerås SK och en över IK Sirius. 
Han spelade också ishockey med IK Göta och blev svensk mästare fyra gånger. Internationellt spelade han sex landskamper med landslaget och vann bland annat EM-guld 1921 och erövrade silver i samma turnering 1922 och 1924.
I fotboll debuterade han med AIK 1917, som femtonåring. Han spelade i AIK fram till 1926 med ett avbrott 1921 för spel med SC Corso i Mecklenburg-Strelitz förmodligen i samband med studier. Härefter växlade han med spel i AIK och Djurgårdens IF vilket ledde till sex allsvenska säsonger och totalt tjugo mål.
I övrigt representerade han bland annat AIK och Djurgårdens IF i ett flertal andra grenar som bordtennis, tennis, curling. Efter sin egen aktiva karriär blev han ledare, kapten, för det svenska Davis Cup-laget i tennis under 1950-talet. I laget styrde han över spelare som Lennart Bergelin och Sven Davidson. Gunnar Galin brukar framställas som en av våra framgångsrikaste Davis Cup-kaptener.
Gunnar Galin har av många ansetts som Sune Almkvists efterträdare på tronen. Han var en ledargestalt på banan men även som ordförande för Svenska Bandyförbundet mellan 1950 och 1961 och för internationella bandyförbundet från bildandet 1955 och fram till 1963.
Åren 1954-1958 var han också ordförande för AIK.
Vid sidan av idrotten arbetade Gunnar Galin vid Idrottsbladet mellan 1924 och 1933 som distributionschef och 1933 till 1955 som ekonomichef. På Aftontidningen var han sportchef mellan 1956 och 1957. Vidare arbetade han på Stockholmstidningen-Aftonbladet som kassadirektör 1957-1959 och som ekonomichef från 1959.

## Karriären i korthet
- Klubbar: AIK, Järva IS, Djurgårdens IF och IK Göta 1925-1931
- Position: vänsterhalv, centerhalv och centerforward
- SM-finaler: 4 (1925, 1927, 1928, 1929)
- SM-guld i bandy: 4 (samtliga ovan)
- SM-guld i ishockey: 4
- landskamper bandy: 9
- landskamper ishockey: 6
- Stor grabb: Nr 2